# Чемпионат мира по ралли 2014

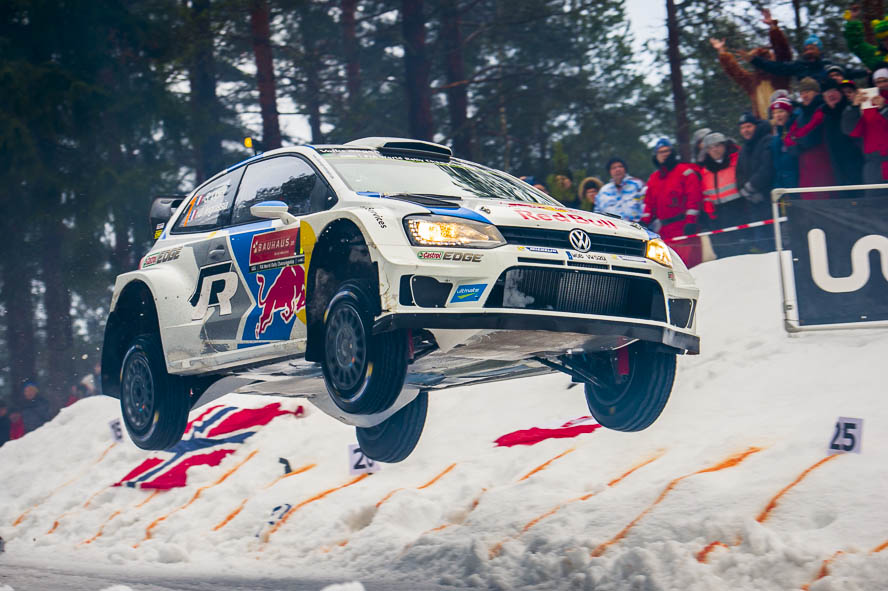
Volkswagen Polo R на Ралли Швеции

Сезон 2014 года чемпионата мира по ралли — 42-й сезон чемпионата мира, проводимого под эгидой ФИА. Календарь сезона состоял из тринадцати этапов, стартовал 16 января в Монако и завершился 16 ноября в Великобритании.
Действующий чемпион французский гонщик Себастьен Ожье успешно защитил титул, опередив напарника на 49 очков и выиграв 8 ралли. Яри-Матти Латвала во второй раз стал вице-чемпионом и впервые в составе Volkswagen, на его счету 4 победы и 8 подиумов (это статистически лучший сезон в карьере финна). Прошлогодний вице-чемпион бельгиец Тьерри Невилль, перешедший из Ford в Hyundai,  на этот раз занял лишь пятое место в Чемпионате, но зато смог одержать первую победу в карьере на Ралли Германии, 24 августа 2014 года. Проводящий в заводской команде Citroën первый полный сезон британец Крис Мик на первом же этапе приехал на свой первый в карьере подиум. Также впервые побывали на пьедестале почёта норвежец Андреас Миккельсен и француз Брайан Боффье (единственный подиум в карьере).
Для команды Volkswagen Motorsport этот год стал еще более удачным, чем 2013: два их пилота заняли по итогам сезона верхушку пьедестала и выиграли все этапы, кроме одного. А вот Citroën, ряды которых окончательно покинул Себастьен Лёб, окончательно утеряли лидирующие позиции и даже чуть не пропустили на второе место формально частную команду, выступавшую на автомобилях Ford — M-Sport World Rally Team.

## Календарь сезона
Календарь сезона, включающий в себя 13 этапов, был анонсирован на заседании Всемирного совета по автоспорту, прошедшем  27 сентября 2013 года в Хорватии. Единственным существенным отличием от прошлого года стала замена Ралли Греции на Ралли Польши, которое не проводилось с 2009 года.
| №  | Дата             | Официальное название                   | Штаб ралли       | Покрытие  | Категории поддержки |
| -- | ---------------- | -------------------------------------- | ---------------- | --------- | ------------------- |
| 1  | 16 — 18 января   | 82ème Rallye Automobile de Monte-Carlo | Гап              | Смешанное | WRC-2, WRC-3        |
| 2  | 5 — 8 февраля    | 62th Rally Sweden                      | Хагфорс          | Снег      | WRC-2               |
| 3  | 6 — 9 марта      | 28º Rally Guanajuato Mexico            | Леон             | Гравий    | WRC-2               |
| 4  | 3 - 6 апреля     | 48º Rally de Portugal                  | Фаро             | Гравий    | WRC-2, WRC-3, JWRC  |
| 5  | 8 - 11 мая       | 34º Rally Argentina                    | Вилья Карлос Пас | Гравий    | WRC-2, WRC-3        |
| 6  | 6 июня - 8 июня  | 11º Rally d'Italia — Sardegna          | Альгеро          | Гравий    | WRC-2, WRC-3        |
| 7  | 27 - 29 июня     | 71st LOTOS Rally Poland                | Миколайки        | Гравий    | WRC-2, WRC-3, JWRC  |
| 8  | 1 — 3 августа    | 64nd Neste Rally Finland               | Ювяскюля         | Гравий    | WRC-2, WRC-3, JWRC  |
| 9  | 22 — 24 августа  | 32. ADAC Rallye Deutschland            | Трир             | Асфальт   | WRC-2, WRC-3, JWRC  |
| 10 | 12 — 14 сентября | 23nd Rally Australia                   | Коффс Харбор     | Гравий    | WRC-2, WRC-3        |
| 11 | 3 — 5 октября    | Rallye de France — Alsace 2014         | Страсбург        | Асфальт   | WRC-2, WRC-3, JWRC  |
| 12 | 24 — 26 октября  | 50º RACC Rally de España               | Салоу            | Смешанное | WRC-2, WRC-3        |
| 13 | 14 — 16 ноября   | 70th Wales Rally GB                    | Дисайд           | Гравий    | WRC-2, WRC-3, JWRC  |

## Команды и пилоты[15]
| Команды, заявленные в зачёт производителей | Команды, заявленные в зачёт производителей | Команды, заявленные в зачёт производителей | Команды, заявленные в зачёт производителей | Команды, заявленные в зачёт производителей | Команды, заявленные в зачёт производителей | Команды, заявленные в зачёт производителей | Команды, заявленные в зачёт производителей |
| Команда                                    | Производитель                              | Автомобиль                                 | Ш                                          | №                                          | Пилот                                      | Штурман                                    | Этапы                                      |
| ------------------------------------------ | ------------------------------------------ | ------------------------------------------ | ------------------------------------------ | ------------------------------------------ | ------------------------------------------ | ------------------------------------------ | ------------------------------------------ |
| Volkswagen Motorsport                      | Volkswagen                                 | Volkswagen Polo R WRC                      | M                                          | 1                                          | Себастьен Ожье                             | Жюльен Инграссия                           | Все                                        |
| Volkswagen Motorsport                      | Volkswagen                                 | Volkswagen Polo R WRC                      | M                                          | 2                                          | Яри-Матти Латвала                          | Миикка Анттила                             | Все                                        |
| Volkswagen Motorsport                      | Volkswagen                                 | Volkswagen Polo R WRC                      | M                                          | 9                                          | Андреас Миккельсен                         | Микко Марккула                             | 1–5                                        |
| Volkswagen Motorsport                      | Volkswagen                                 | Volkswagen Polo R WRC                      | M                                          | 9                                          | Андреас Миккельсен                         | Ола Флоне                                  | 6–9, 11–13                                 |
| Citroën Total Abu Dhabi World Rally Team   | Citroën                                    | Citroën DS3 WRC                            | M                                          | 3                                          | Крис Мик                                   | Пол Нейгл                                  | Все                                        |
| Citroën Total Abu Dhabi World Rally Team   | Citroën                                    | Citroën DS3 WRC                            | M                                          | 4                                          | Мадс Остберг                               | Юнас Андерссон                             | Все                                        |
| M-Sport World Rally Team                   | Ford                                       | Ford Fiesta RS WRC                         | M                                          | 5                                          | Микко Хирвонен                             | Ярмо Лехтинен                              | Все                                        |
| M-Sport World Rally Team                   | Ford                                       | Ford Fiesta RS WRC                         | M                                          | 6                                          | Элфин Эванс                                | Дэниэл Бэрритт                             | Все                                        |
| RK M-Sport World Rally Team                | Ford                                       | Ford Fiesta RS WRC                         | M                                          | 10                                         | Роберт Кубица                              | Мацей Щепаняк                              | Все                                        |
| Jipocar Czech National Team                | Ford                                       | Ford Fiesta RS WRC                         | M                                          | 21                                         | Мартин Прокоп                              | Михал Эрнст                                | 1                                          |
| Jipocar Czech National Team                | Ford                                       | Ford Fiesta RS WRC                         | M                                          | 21                                         | Мартин Прокоп                              | Ян Томанек                                 | 2–9, 11                                    |
| Jipocar Czech National Team                | Ford                                       | Ford Fiesta RS WRC                         | P                                          | 21                                         | Мартин Прокоп                              | Ян Томанек                                 | 12–13                                      |
| Hyundai Shell World Rally Team             | Hyundai                                    | Hyundai i20 WRC                            | M                                          | 7                                          | Тьерри Невилль                             | Николя Жильсуль                            | Все                                        |
| Hyundai Shell World Rally Team             | Hyundai                                    | Hyundai i20 WRC                            | M                                          | 8                                          | Дани Сордо                                 | Марк Марти                                 | 1, 5, 9, 11–12                             |
| Hyundai Shell World Rally Team             | Hyundai                                    | Hyundai i20 WRC                            | M                                          | 8                                          | Юхо Ханнинен                               | Томи Тойминен                              | 2, 4, 6–8, 13                              |
| Hyundai Shell World Rally Team             | Hyundai                                    | Hyundai i20 WRC                            | M                                          | 8                                          | Крис Аткинсон                              | Стефан Прево                               | 3, 10                                      |
| Hyundai Motorsport N                       | Hyundai                                    | Hyundai i20 WRC                            | M                                          | 20                                         | Дани Сордо                                 | Марк Марти                                 | 4                                          |
| Hyundai Motorsport N                       | Hyundai                                    | Hyundai i20 WRC                            | M                                          | 20                                         | Хейден Пэддон                              | Джон Кеннард                               | 6–8, 10, 12–13                             |
| Hyundai Motorsport N                       | Hyundai                                    | Hyundai i20 WRC                            | M                                          | 20                                         | Брайан Боффье                              | Ксавье Пансери                             | 9, 11                                      |

| Citroën Total Abu Dhabi World Rally Team | Citroën    | Citroën DS3 WRC       | M | 12 | Халид Аль-Кассими  | Крис Петтерсон    | 2, 4, 6, 12   |
| Armando Pereira                          | Citroën    | Citroën DS3 WRC       | M | 73 | Армандо Перейра    | Дамьен Аугустин   | 11            |
| M-Sport World Rally Team                 | Ford       | Ford Fiesta RS WRC    | M | 11 | Брайан Боффье      | Ксавье Пансери    | 1             |
| M-Sport World Rally Team                 | Ford       | Ford Fiesta RS WRC    | M | 11 | Отт Тянак          | Райго Мёлдер      | 2, 4          |
| M-Sport World Rally Team                 | Ford       | Ford Fiesta RS WRC    | M | 11 | Бенито Гуэрра      | Борха Росада      | 3             |
| M-Sport World Rally Team                 | Ford       | Ford Fiesta RS WRC    | M | 11 | Деннис Куйперс     | Робин Бойсманс    | 9, 11         |
| M-Sport World Rally Team                 | Ford       | Ford Fiesta RS WRC    | M | 11 | Михал Соловов      | Мацей Баран       | 7             |
| M-Sport World Rally Team                 | Ford       | Ford Fiesta RS WRC    | M | 14 | Михал Соловов      | Мацей Баран       | 2             |
| M-Sport World Rally Team                 | Ford       | Ford Fiesta RS WRC    | M | 24 | Михал Соловов      | Мацей Баран       | 8             |
| M-Sport World Rally Team                 | Ford       | Ford Fiesta RS WRC    | M | 12 | Юрий Протасов      | Павел Черепин     | 9, 11         |
| M-Sport World Rally Team                 | Ford       | Ford Fiesta RS WRC    | M | 14 | Юрий Протасов      | Павел Черепин     | 12            |
| M-Sport World Rally Team                 | Ford       | Ford Fiesta RS WRC    | P | 15 | Кен Блок           | Алекс Джельсомино | 12            |
| François Delecour                        | Ford       | Ford Fiesta RS WRC    | M | 12 | Франсуа Делекур    | Доминик Савиньони | 1             |
| Pontus Tidemand                          | Ford       | Ford Fiesta RS WRC    | M | 15 | Понтус Тидеманд    | Ола Флоне         | 2             |
| Henning Solberg                          | Ford       | Ford Fiesta RS WRC    | P | 16 | Хеннинг Сольберг   | Илка Майнор       | 2, 4, 6-8, 13 |
| Craig Breen                              | Ford       | Ford Fiesta RS WRC    | M | 17 | Крейг Брин         | Скотт Мартин      | 2, 8          |
| Slovakia World Rally Team                | Ford       | Ford Fiesta RS WRC    | M | 22 | Ярослав Мелихарек  | Эрик Мелихарек    | 1, 6, 9       |
| Lotto Team                               | Ford       | Ford Fiesta RS WRC    | M | 22 | Кшиштоф Холовчик   | Лукаш Курзея      | 7             |
| Jarkko Nikara                            | Ford       | Ford Fiesta RS WRC    | P | 22 | Яркко Никара       | Яркко Калльолепо  | 8             |
| Julien Maurin                            | Ford       | Ford Fiesta RS WRC    | P | 22 | Жюльен Морин       | Николя Клинже     | 11            |
| Drive DMACK                              | Ford       | Ford Fiesta RS WRC    | D | 22 | Отт Тянак          | Райго Мёлдер      | 13            |
| Sam Moffett                              | Ford       | Ford Fiesta RS WRC    | P | 23 | Сэм Моффетт        | Джеймс О'Райли    | 9             |
| Volkswagen Motorsport II                 | Volkswagen | Volkswagen Polo R WRC | M | 9  | Андреас Миккельсен | Ола Флоне         | 10            |

### Переходы пилотов
- Одним из главных событий сезона стало появление в составе участников нового автопроизводителя - Hyundai. В основную команду Hyundai Shell World Rally Team перешли Тьерри Невилль[16][17] из  Qatar M-Sport WRT и Дани Сордо[18] из Citroën World Rally Team (Дани выступал на неполном распасании).
- Микко Хирвонен перешел из Citroën World Rally Team в M-Sport World Rally Team[19][20].  Туда же перешел британец Элфин Эванс[20], который в прошлом году выступал на отдельных этапах за Qatar M-Sport WRT.
- Мадс Остберг присоединился к команде Citroën World Rally Team, покинув  M-Sport World Rally Team. Его напарником стал Крис Мик, который выступал в прошлом году на отдельных этапах[21][22].
- Бывший пилот Формулы-1 поляк Роберт Кубица, который в прошлом году стал победителем зачёта  категории WRC-2, выступал в 2014 году за дочернюю команду M-Sport[20].
- Победитель категории Super 2000 в 2012 году ирландец Крейг Брин дебютировал на Ралли Швеции на автомобиле высшей категории.
- Евгений Новиков прекратил выступления в чемпионате мира.

### Изменения регламента
- Главным изменением в регламенте стало обновление формата квалификации. С 2012 года действовало правило, что победитель шейкдауна мог сам выбрать наиболее подходящую ему стартовую позицию. Лидеры предпочитали стартовать за более медленными автомобилями и ехать по уже накатанной траектории. Теперь же наоборот наиболее быстрым машинам придется "чистить трассу" перед соперниками[23]. В первый день пилоты будут начинать заезд в соответствии с положением в общей классификации чемпионата, а во второй и третий – обратно положению в гонке[24].
- Также с этого сезона все этапы Чемпионата мира должны проходить в одинаковом формате: в четверг торжественный старт, завершающий этап - Power Stage протяженностью не менее 10 км[25].
- Теперь команды не обязаны заявлять на полный сезон всех пилотов. Во второй или третьей машине пилотов можно варьировать исходя из нужд команды[25].

## Ход чемпионата

### Этапы и призеры
| Цвет       | Покрытие           |
| ---------- | ------------------ |
| Золотой    | Гравий             |
| Серебряный | Асфальт            |
| Синий      | Снег\Лёд           |
| Бронзовый  | Смешанное покрытие |

| Этап | Ралли                                        | Подиум | Подиум             | Подиум                | Подиум    | Статистика | Статистика             | Статистика | Статистика   |
| Этап | Ралли                                        | Место  | Пилот              | Автомобиль            | Время     | Участки    | Длина                  | Стартовало | Финишировало |
| --- | -------------------------------------------- | ------ | ------------------ | --------------------- | --------- | ---------- | ---------------------- | ---------- | ------------ |
| 1 | Ралли Монте-Карло (15–20 января) — Отчёт     | 1      | Себастьен Ожье     | Volkswagen Polo R WRC | 3:55:14.4 | (15)† 14   | (383.88 км)† 360.48 км | 62         | 40           |
| 1 | Ралли Монте-Карло (15–20 января) — Отчёт     | 2      | Брайан Боффье      | Ford Fiesta RS WRC    | +1:18.9   | (15)† 14   | (383.88 км)† 360.48 км | 62         | 40           |
| 1 | Ралли Монте-Карло (15–20 января) — Отчёт     | 3      | Крис Мик           | Citroën DS3 WRC       | +1:54.3   | (15)† 14   | (383.88 км)† 360.48 км | 62         | 40           |
| Два первых спецучастка неожиданно выиграл поляк Роберт Кубица, затем в лидеры гонки также неожиданно вышел Брайан Боффье, выступающий за частную команду. Многие ведущие пилоты сделали неверный выбор резины и некоторые пропустили вперед даже пилотов категории WRC-2. Действующий чемпион Себастьен Ожье проигрывал в середине этапа порядка 1,5 минут лидеру. Но преодолев наиболее опасные спецучастки в осторожном темпе, во второй половине уик-энда Ожье начал стремительно сокращать отставание и выиграл большую часть СУ. В конце концов, на СУ9 он смог вернуться на такое привычное для себя первое место и начал увеличивать отрыв на каждом следующем спецучастке. А вот так удачно начавшие гонку Кубица и Боффье на этом же СУ9 совершили ошибки: Роберт и вовсе разбил машину, а Брайан хоть и пропустил вперед Ожье, но смог удержать второе место (между прочим, это единственный подиум в его карьере). Прошлогодний вице-чемпион Тьерри Невилль на первом же спецучастке за рулем Hyundai i20 WRC врезался в столб и сошел. Его напарник по команде Дани Сордо также был вынужден сойти, только чуть попозже - на СУ4, из-за проблем с электроникой. Количество выигранных СУ: Ожье - 7, Латвала - 2, Боффье и Кубица - по 2. |                                              |        |                    |                       |           |            |                        |            |              |
| 2 | Ралли Швеции (8-10 февраля) — Отчёт          | 1      | Яри-Матти Латвала  | Volkswagen Polo R WRC | 3:00:31.1 | (24)† 23   | (323.54 км)† 312.22 км | 39         | 30           |
| 2 | Ралли Швеции (8-10 февраля) — Отчёт          | 2      | Андреас Миккельсен | Volkswagen Polo R WRC | 3:01:24.7 | (24)† 23   | (323.54 км)† 312.22 км | 39         | 30           |
| 2 | Ралли Швеции (8-10 февраля) — Отчёт          | 3      | Мадс Остберг       | Citroën DS3 WRC       | 3:01:30.6 | (24)† 23   | (323.54 км)† 312.22 км | 39         | 30           |
| С самого начала этапа стало понятно, что бороться за победу в Швеции будут только пилоты Volkswagen: они попеременно сменяли друг друга на первой строчке классификации и выиграли практически все спецучастки, кроме двух. Если бы не ошибка Себастьена Ожье на СУ8, то все три подиумные позиции заняли бы пилоты этой команды. Но француз влетел в сугроб и смог продолжить движение только с помощью зрителей, к тому же еще и пришлось чистить забитый снегом воздухозаборник. На всем этом он потерял около 4 минут и откатился на 20 место. В дальнейшем Ожье шел в темпе лидеров и выиграл большинство спецучастков, но этого хватило лишь на то, чтобы приехать шестым. Утешительным призом для Себастьена стал рекордный прыжок над знаменитым трамплином Colin's Crest. После проблем бывшего лидера за победу шла борьба только между Латвалой и Миккельсоном, исход этого противостояния был неизвестен вплоть до последнего дня Ралли: пока Миккельсена не развернуло на СУ18 и не отбросило его на полминуты. После этого Латвала выиграл четыре спецучастка подряд и вопрос о победителе был снят. Это была третья победа финна на Ралли Швеции. На третью строчку забрался Мадс Остберг, который под конец соревнований серьезно приблизился к Миккельсену и ему не хватило 6 секунд до второго места, зато он выиграл Power Stage. А для Hyundai этап получился таким же неудачным, как и предыдущий: Невилль врезался в камень и повредил колесо на СУ8 незадолго до аварии Ожье, а Юхо Ханнинен чуть позже повредил подвеску. Количество выигранных СУ: Ожье - 10, Латвала - 5, Миккельсен - 4, Остберг - 2, Сольберг и Тянак - по 1.                                                                                                  |                                              |        |                    |                       |           |            |                        |            |              |
| 3 | Ралли Мексики (6-9 марта) — Отчёт            | 1      | Себастьен Ожье     | Volkswagen Polo R WRC | 4:27:41.8 | 21         | 401.77 км              | 26         | 23           |
| 3 | Ралли Мексики (6-9 марта) — Отчёт            | 2      | Яри-Матти Латвала  | Volkswagen Polo R WRC | 4:28:54.4 | 21         | 401.77 км              | 26         | 23           |
| 3 | Ралли Мексики (6-9 марта) — Отчёт            | 3      | Тьерри Невилль     | Hyundai i20 WRC       | 4:33:10.4 | 21         | 401.77 км              | 26         | 23           |
| Ралли Мексики 2014 можно смело разделить на две половины: в первой части гонки уместилась добрая часть всех событий и была жива интрига, а во второй - привычное уже доминирование действующего чемпиона и уверенная победа с солидным преимуществом. В пятницу же случилась целая россыпь аварий и ошибок пилотов: первыми выбыли Андреас Миккельсен и Отт Тянак, следом сошел по техническим причинам Микко Хирвонен, а следом - Крис Мик и Роберт Кубица. В это же время Латвала и Остберг пытались навязать борьбу за победу, но Мадс в очередной раз попал в аварию, а Яри-Матти начал стремительно отставать на каждом следующем СУ. А приехавший на первый подиум за Hyundai Тьерри Невилль и вовсе отстал более чем на 5 минут! С бельгийцем же связана и одна из самых курьезных историй в сезоне. После окончания финального спецучастка выяснилось, что на машине Невилля потёк радиатор и как нельзя кстати организаторы вручили Тьерри большую бутылку пива "Corona". Пилот тут же залил её содержимое в свой радиатор и только таким образом добрался до контрольной точки. Количество выигранных СУ: Ожье - 14, Остберг - 5, Латвала - 2, Мик - 1. |                                              |        |                    |                       |           |            |                        |            |              |
| 4 | Ралли Португалии (3-6 апреля) — Отчёт        | 1      | Себастьен Ожье     | Volkswagen Polo R WRC | 3:33:20.4 | 16         | 339,46 км              | 84         | 60           |
| 4 | Ралли Португалии (3-6 апреля) — Отчёт        | 2      | Микко Хирвонен     | Ford Fiesta RS WRC    | 3:34:03.6 | 16         | 339,46 км              | 84         | 60           |
| 4 | Ралли Португалии (3-6 апреля) — Отчёт        | 3      | Мадс Остберг       | Citroën DS3 WRC       | 3:34:32.8 | 16         | 339,46 км              | 84         | 60           |
| В первые дни этапа, когда лидер чемпионата "чистил трассу", турнирную таблицу на короткие промежутки успели возглавить и Дани Сордо на Hyundai i20 WRC, и Микко Хирвонен на Ford Fiesta RS WRC. Но в дальнейшем большую часть спецучастков начал выигрывать Себастьен Ожье и интрига на этом быстро закончилась: уже ничего не могло помешать французу выиграть свой третий Ралли по ходу сезона. Хоть какое-то сопротивление ему мог бы оказать напарник, но Яри-Матти уже на пятом спецучастке попал в очередную аварию. Это была уже четвертая авария финна на Ралли Португалии (из шести стартов). Латвала выиграл потом два СУ по ходу этапа, но заехать в очковую зону у него не вышло. А уже на СУ7 в аварию попал и Крис Мик. И наконец на СУ14 и вовсе не смог выйти на старт из-за проблем с подвеской один из лидеров этапа Дани Сордо, который сражался с Остбергом за третье место. Ну а на второе место уверенно приехал Микко Хирвонен: хороший этап провел финн, но конкуренцию Ожье смог составить только в начале этапа. Количество выигранных СУ: Ожье - 8, Латвала - 3, Сордо - 2, Невилль, Хирвонен, Остберг - по 1. |                                              |        |                    |                       |           |            |                        |            |              |
| 5 | Ралли Аргентины (8-11 мая) — Отчёт           | 1      | Яри-Матти Латвала  | Volkswagen Polo R WRC | 4:41:24.8 | 14         | 405,10 км              | 29         | 23           |
| 5 | Ралли Аргентины (8-11 мая) — Отчёт           | 2      | Себастьен Ожье     | Volkswagen Polo R WRC | 4:42:51.7 | 14         | 405,10 км              | 29         | 23           |
| 5 | Ралли Аргентины (8-11 мая) — Отчёт           | 3      | Крис Мик           | Citroën DS3 WRC       | 4:47:19.5 | 14         | 405,10 км              | 29         | 23           |
| Себастьен Ожье выиграл два первых спецучастка и возглавил зачёт, опередив Мадса Остберга на три секунды. Но уже на втором СУ Остберг выбыл из гонки, налетев на камень. Также на этом допе попал в аварию и Микко Хирвонен, врезавшись в стену. В отличие от Остберга финн продолжил участие в соревнованиях, но несмотря на хороший темп и несколько выигранных спецучастков, смог приехать в итоге только на 9 место. В это же время начались технические проблемы у Дани Сордо: пропала мощность на его автомобиле - и промучившись на нескольких СУ, он все-таки был вынужден сойти на третий день соревнований. Ну а в лидеры гонки с самого утра в пятницу вышел Яри-Матти Латвала, и практически сразу начал уезжать от Ожье. А когда на СУ9 француз отстал разом на 30 секунд, то вопрос с победителем был практически решен. На этом же допе случилась неприятность с Мадсом Остбергом: он приехал на 4 месте, но повредил руку и на СУ13 был вынужден сойти по медицинским причинам. На третье место приехал Крис Мик, избежавший на этот раз различных неприятностей и уверенно ехавший в достаточно высоком темпе. А вот Роберт Кубица и Эльфин Эванс шли в очень осторожном темпе, но хотя бы успешно доехали до финиша без аварий - на 6 и 7 местах. Для Кубицы это лучший результат в карьере раллийного гонщика! Количество выигранных СУ: Латвала - 5, Ожье - 4, Хирвонен - 3, Миккельсен и Невилль - по 1. |                                              |        |                    |                       |           |            |                        |            |              |
| 6 | Ралли Сардинии (6-8 июня) — Отчёт            | 1      | Себастьен Ожье     | Volkswagen Polo R WRC | 4:02:37.8 | 17         | 364.54 км              | 57         | 39           |
| 6 | Ралли Сардинии (6-8 июня) — Отчёт            | 2      | Мадс Остберг       | Citroën DS3 WRC       | 4:04:00.9 | 17         | 364.54 км              | 57         | 39           |
| 6 | Ралли Сардинии (6-8 июня) — Отчёт            | 3      | Яри-Матти Латвала  | Volkswagen Polo R WRC | 4:04:10.6 | 17         | 364.54 км              | 57         | 39           |
| Пять разных победителей из 4 команд было в начале этого этапа. Но практически сразу из сражения за победу выбыли два финна: у Микко Хирвонена сгорела машина на дорожной секции после прохождения СУ4, а следом и Юхо Ханнинен перевернул свой Hyundai i20 WRC. Тьерри Невилль также не избежал проблем и потерял около 20 минут из-за повреждения подвески. А ведь именно эти три пилота выиграли три первых спецучастка. А вот Мадс Остберг хоть и не смог включиться в борьбу за победу, но избежал всяческих проблем и без происшествий доехал до второго места. За победу же, как и обычно в сезоне 2014 года, сражались пилоты Volkswagen Motorsport. И поначалу перевес был на стороне Яри-Матти Латвалы: до 23 секунд выросло его преимущество над напарником. А вот у Ожье дела шли не так хорошо, проигрывал он не только напарнику, но и некоторым другим своим соперникам. Лишь многочисленные проблемы конкурентов позволили ему к концу пятницы выйти на второе место. А на тринадцатом допе налетел на камень и пробил колесо Латвала. Пропустил финн не только Ожье, но и Остберга. Чуть быстрее по ходу Ралли был финн, но Ожье оказался и стабильнее, и удачливее. На четвертом месте финишировал Андреас Миккельсен. Мог бы побороться он и за третье место, но на том же самом СУ13, что и Латвала, налетел на камень и повредил подвеску. Количество выигранных СУ: Латвала - 7, Ожье - 4, Остберг - 2, Ханнинен, Хирвонен, Невилль, Миккельсен - по 1. |                                              |        |                    |                       |           |            |                        |            |              |
| 7 | Ралли Польши (27-29 июня) — Отчёт            | 1      | Себастьен Ожье     | Volkswagen Polo R WRC | 2:34:02.0 | 24         | 336.64 км              | 68         | 52           |
| 7 | Ралли Польши (27-29 июня) — Отчёт            | 2      | Андреас Миккельсен | Volkswagen Polo R WRC | 2:35:09.7 | 24         | 336.64 км              | 68         | 52           |
| 7 | Ралли Польши (27-29 июня) — Отчёт            | 3      | Тьерри Невилль     | Hyundai i20 WRC       | 2:36:15.5 | 24         | 336.64 км              | 68         | 52           |
| За победу, что характерно для 2014 года, сражались пилоты Volkswagen Motorsport. Правда, на этот раз в несколько другой комбинации: место главного преследователя Себастьена Ожье занял Андреас Миккельсен, а Яри-Матти Латвала в начале этапа не демонстрировал должного темпа. На первых девяти допах несколько раз менялись Ожье и Миккельсен местами в качестве лидера этапа, но начиная с десятого уже не слезал с верхней строчки классификации француз. А на СУ19 Миккельсен из-за проблем с тормозами потерял все шансы на то, чтобы догнать Ожье. Пожалуй, 14 спецучасток на Ралли Польши 2014 оказал наибольшее влияние на исход этапа, пусть и не на победителя. Сразу четыре представителя высшей категории попали в аварии! Больше всего не повезло уверенно шедшему на третьей позиции Мадсу Остбергу: налетел на камень и перевернул машину норвежец. Еще одним пострадавшим стал Латвала: мог бы выйти на третье место финн, но сам налетел на камень и повредил подвеску, потеряв 30 секунд (проблемы с подвеской сказались и на следующем СУ, где он потерял еще 1,5 минуты). Также повредил подвеску на злополучном допе Крис Мик, а Элфин Эванс вылетел с трассы. На третью ступеньку пьедестала почёта в итоге поднялся Тьерри Невилль. Очень неудачно начинался для него польский этап: после половины преодоленных СУ опустился в конец зачётной десятки бельгиец, но затем смог нарастить и стабилизировать свой темп и к тому же избежать ошибок. Четвертое место в борьбе с Латвалой смог отстоять Микко Хирвонен (0,7 сек. их разделило на финише), который также очень неуверенно начинал своё выступление в Польше. Количество выигранных СУ: Ожье - 10, Латвала - 5, Миккельсен - 3, Остберг - 2, Ханнинен и Невилль - по 1. |                                              |        |                    |                       |           |            |                        |            |              |
| 8 | Ралли Финляндии (1-3 августа) — Отчёт        | 1      | Яри-Матти Латвала  | Volkswagen Polo R WRC | 2:57:23.2 | 26         | 360,94 км              | 77         | 54           |
| 8 | Ралли Финляндии (1-3 августа) — Отчёт        | 2      | Себастьен Ожье     | Volkswagen Polo R WRC | 2:57:26.8 | 26         | 360,94 км              | 77         | 54           |
| 8 | Ралли Финляндии (1-3 августа) — Отчёт        | 3      | Крис Мик           | Citroën DS3 WRC       | 2:58:13.8 | 26         | 360,94 км              | 77         | 54           |
| На момент старта этапа 32 раза граждане Финляндии держали победный кубок на родном соревновании, и лишь восемь раз этим могли похвастаться иностранцы. Но при этом три последних Ралли Финляндии выигрывали пилоты по имени Себастьян с французским подданством (Лёб и Ожье). Переломить наметившуюся тенденцию имел возможность лишь Яри-Матти Латвала. И надо сказать, что на этот раз он с поставленной задачей справился: сразу же вышел финн в лидеры классификации и ни разу не потерял этого статуса за все три дня. Правда, на 19 спецучастке попало колесо его машины в выбоину и получил он незначительные повреждения, что позволило практически вплотную приблизиться Ожье к началу воскресенья (отрыв Латвалы сократился с полуминуты до всего лишь трех с небольшим). Но все-таки смог отбить все атаки грозного напарника финский гонщик и во второй раз подняться на высшую ступень пьедестала на домашнем этапе. Хорошо выступил в Финляндии также и Крис Мик: за победу он не боролся, но по достижении экватора соревнований именно британец шёл на второй позиции, хоть и имел при этом гораздо меньше побед на спецучастках. Удержать в итоге второе место он не смог, но и его третьей позиции никто не угрожал. Количество выигранных СУ: Латвала - 14, Ожье - 12, Мик - 1 (на СУ3 Ожье и Латвала показали одинаковое время). |                                              |        |                    |                       |           |            |                        |            |              |
| 9 | Ралли Германии (22-24 августа) — Отчёт       | 1      | Тьерри Невилль     | Hyundai i20 WRC       | 3:07:20.2 | 18         | 324,31 км              | 85         | 63           |
| 9 | Ралли Германии (22-24 августа) — Отчёт       | 2      | Дани Сордо         | Hyundai i20 WRC       | 3:08:00.9 | 18         | 324,31 км              | 85         | 63           |
| 9 | Ралли Германии (22-24 августа) — Отчёт       | 3      | Андреас Миккельсен | Volkswagen Polo R WRC | 3:08:18.2 | 18         | 324,31 км              | 85         | 63           |
| До какого-то момента этап в Германии шёл по проверенному сценарию для 2014 года: Ожье на первой позиции, Латвала следом за ним. Но вечером в пятницу автомобиль Себастьена сорвало с дороги и унесло в сторону виноградников. Не получил серьезных повреждений Volkswagen Polo R WRC, но выбраться самостоятельно экипажу не удалось и французы вынуждены были прекратить соревновательный день, получив десятисекундный штраф. А на следующий день попал в еще одну аварию Ожье, зацепив рельс безопасности и повредив каркас автомобиля. После этого в лидеры вышел Яри-Матти и уже казалось, что всё пойдет по второму стандартному сценарию: за неимением лидера команды - гонку выиграет его напарник! Но в воскресенье утром Латвала также вылетел с трассы в виноградник. Тогда появился шанс на первую победу у Криса Мика, хотя Тьерри Невилль сильно сократил к тому моменту свое отставание от британца. Но и Мик не справился с давлением и влетел в стену уже на следующем спецучастке. Таким образом, уже третий лидер разбил машину на германском этапе. За два допа до финиша в лидеры вышел Невилль и довёл дело по первой победы: и для себя, и для команды. Вторым с отставанием в 40 секунд пришёл его напарник Дани Сордо: для него это не только первый подиум в сезоне, но и вообще первый очковый финиш в году. Количество выигранных СУ: Латвала - 8, Ожье - 3, Кубица - 2, Эванс, Невилль, Хирвонен и Мик - по 1. |                                              |        |                    |                       |           |            |                        |            |              |
| 10 | Ралли Австралии (12-14 сентября) — Отчёт     | 1      | Себастьен Ожье     | Volkswagen Polo R WRC | 2:53:18.0 | 20         | 304,34 км              | 27         | 23           |
| 10 | Ралли Австралии (12-14 сентября) — Отчёт     | 2      | Яри-Матти Латвала  | Volkswagen Polo R WRC | 2:53:24.8 | 20         | 304,34 км              | 27         | 23           |
| 10 | Ралли Австралии (12-14 сентября) — Отчёт     | 3      | Андреас Миккельсен | Volkswagen Polo R WRC | 2:54:36.0 | 20         | 304,34 км              | 27         | 23           |
| Решающую роль в том, кто из пилотов Volkswagen Motorsport приедет на первом месте, играл правильный выбор резины в субботу вечером, когда велика была вероятность того, что пойдет дождь: Яри-Матти Латвала сделал ставку именно на этот вариант развития событий, а Себастьен Ожье предпочёл остаться на резине для сухой дороги. Ставка Латвалы в итоге не оправдалось, что и предопределило конечную победу для француза. А за третье место вели борьбу Крис Мик и Андреас Миккельсен. Мик в первой половине этапа даже успел побыть лидером довольно продолжительный отрезок времени, но в дальнейшем сосредоточился на том, чтобы отстоять нижнюю ступень пьедестала. Возможно, ему бы это и удалось, но судьи выписали ему штраф в одну минуту за "агрессивно срезанный поворот" на СУ10. Количество выигранных СУ: Ожье - 10, Латвала - 7, Мик - 3. |                                              |        |                    |                       |           |            |                        |            |              |
| 11 | Ралли Франции (Эльзас) (3-5 октября) — Отчёт | 1      | Яри-Матти Латвала  | Volkswagen Polo R WRC | 2:38:19.1 | 18         | 303.63 км              | 91         | 75           |
| 11 | Ралли Франции (Эльзас) (3-5 октября) — Отчёт | 2      | Андреас Миккельсен | Volkswagen Polo R WRC | 2:39:03.9 | 18         | 303.63 км              | 91         | 75           |
| 11 | Ралли Франции (Эльзас) (3-5 октября) — Отчёт | 3      | Крис Мик           | Citroën DS3 WRC       | 2:39:24.4 | 18         | 303.63 км              | 91         | 75           |
| Уже на втором спецучастке Себастьен Ожье выбыл из борьбы за высокие позиции: остановился француз на трассе из-за проблем с двигателем. Смог продолжить он движение чуть позже, но потерял 4 минуты (а на следующем допе выписали еще 4 минуты штрафа Ожье). На этом же СУ около минуты потерял Тьерри Невилль из-за потери мощности на его Hyundai i20 WRC, проблемы с двигателем продолжались у бельгийца и на следующем спецучастке. Перед СУ4 смогли починить и турбо на машине Невилля , и устранить неисправность у Ожье, но уже очень сильно отстали эти пилоты. Проблемы у француза продолжались и дальше, только в концовке этапа смог он выступить на конкурентоспособном уровне и выиграл несколько СУ, но этого не хватило, чтобы добраться до очковой зоны. На первом же месте в это время закрепился Яри-Матти Латвала, который выиграл большую часть спецучастков. Конкуренцию ему составлял Андреас Миккельсен, но серьезно побороться за победу не смог. Очень хорошую гонку проводил Роберт Кубица. Вышел ближе к концу этапа он на четвертое место, обойдя Дани Сордо. Но сначал чуть не вылетел на СУ17, а потом и вовсе разбил машину на СУ18, за несколько километров до финиша. Количество выигранных СУ: Латвала - 9, Ожье - 4, Миккельсен - 3, Кубица, Остберг, Сордо - по 1. |                                              |        |                    |                       |           |            |                        |            |              |
| 12 | Ралли Испании (24-26 октября) — Отчёт        | 1      | Себастьен Ожье     | Volkswagen Polo R WRC | 3:46:44.6 | 17         | 372,96 км              | 65         | 56           |
| 12 | Ралли Испании (24-26 октября) — Отчёт        | 2      | Яри-Матти Латвала  | Volkswagen Polo R WRC | 3:46:55.9 | 17         | 372,96 км              | 65         | 56           |
| 12 | Ралли Испании (24-26 октября) — Отчёт        | 3      | Микко Хирвонен     | Ford Fiesta RS WRC    | 3:48:26.8 | 17         | 372,96 км              | 65         | 56           |
| На Ралли Испании смешанное покрытие: в пятницу - гравийная часть, а в субботу и воскресенье - асфальтовое покрытие. Три первых спецучастка этапа выиграли три разных пилота их трёх команд (Андреас Миккельсен, Крис Мик и Хейден Пэддон), но затем в лидеры этапа вышел Себастьен Ожье и уже никого не пускал на вершину классификации до самого финиша, выиграв в пятницу три спецучастка из семи и оторвавшись от напарника на 30 секунд. Не хватало темпа у Яри-Матти Латвалы на гравийных дорогах, зато на асфальтовой части этапа он выиграл целых 8 допов из 10 возможных. Ожье хоть и шёл в более медленном темпе в субботу и воскресенье, но не настолько, чтобы растратить тот отрыв, который сделал ранее. На финише разделило напарников по команде 11 секунд. Осторожно вёл гонку Себастьен и даже не стал сильно рисковать на Power Stage, так как главной цели он добился: выиграл второй чемпионский титул! Количество выигранных СУ: Латвала - 8, Ожье - 4, Миккельсен - 2, Невилль, Пэддон и Мик - по 1. |                                              |        |                    |                       |           |            |                        |            |              |
| 13 | Ралли Великобритании (14-16 ноября) — Отчёт  | 1      | Себастьен Ожье     | Volkswagen Polo R WRC | 3:03:08.2 | 17         | 305.64 км              | 63         | 53           |
| 13 | Ралли Великобритании (14-16 ноября) — Отчёт  | 2      | Микко Хирвонен     | Ford Fiesta RS WRC    | 3:03:45.8 | 17         | 305.64 км              | 63         | 53           |
| 13 | Ралли Великобритании (14-16 ноября) — Отчёт  | 3      | Мадс Остберг       | Citroën DS3 WRC       | 3:04:11.8 | 17         | 305.64 км              | 63         | 53           |
| Как и на прошлом этапе Себастьен Ожье начал этап в более высоком темпе, чем Яри-Матти Латвала и сразу же возглавил турнирную таблицу. А финн, отстав в пятницу, бросился в погоню на следующий день. Но на этот раз не получилось у него избежать неприятностей и погоня эта увенчалась вылетом в канаву. К финишу соревнований доехал Латвала лишь на восьмой позиции, хотя и выиграл четыре последних спецучастка подряд. Под конец сезона несколько сильных этапов провёл уходящий из спорта Микко Хирвонен. Был третьим он на испанском Ралли, а на своем последнем в карьере соревновательном уик-энде и вовсе поднялся на второе место. Конечно, столь высокое место было бы невозможно без ошибок пилотов доминирующей команды Volkswagen: Латвалы и Андреаса Миккельсона, который также вылетел на одном из спецучастков. На двоих финн и норвежец выиграли 14 СУ из 23, но при этом первый пришёл на 8 месте, а второй и вовсе сошёл. Количество выигранных СУ: Латвала - 9, Миккельсен - 5, Ожье - 4, Остберг - 2, Мик, Хирвонен и Сольберг - по 1. |                                              |        |                    |                       |           |            |                        |            |              |

Примечания
- † — Дистанция ралли была сокращена из-за отмены некоторых спецучастков.

### Личный зачёт
| Место | 1  | 2  | 3  | 4  | 5  | 6 | 7 | 8 | 9 | 10 |
| Очки  | 25 | 18 | 15 | 12 | 10 | 8 | 6 | 4 | 2 | 1  |

|    | Пилот              | МОН  | ШВЕ  | МЕК  | ПОР  | АРГ  | ИТА  | ПОЛ  | ФИН  | ГЕР  | АВС  | ФРА  | ИСП  | ВЕЛ  | Очки |
| -- | ------------------ | ---- | ---- | ---- | ---- | ---- | ---- | ---- | ---- | ---- | ---- | ---- | ---- | ---- | ---- |
| 1  | Себастьен Ожье     | 12   | 6    | 1    | 1    | 21   | 13   | 1    | 21   | Сход | 12   | 131  | 1    | 1    | 267  |
| 2  | Яри-Матти Латвала  | 51   | 12   | 2    | 142  | 13   | 32   | 53   | 12   | Сход | 21   | 13   | 21   | 81   | 218  |
| 3  | Андреас Миккельсен | 7    | 2    | 19   | 4    | 4    | 41   | 2    | 4    | 3    | 3    | 2    | 73   | Сход | 150  |
| 4  | Микко Хирвонен     | Сход | 43   | 83   | 2    | 92   | Сход | 4    | 5    | 53   | 5    | 5    | 3    | 2    | 126  |
| 5  | Мадс Остберг       | 4    | 31   | 9    | 3    | Сход | 2    | Сход | Сход | 6    | 16   | 7    | 4    | 3    | 108  |
| 6  | Тьерри Невилль     | Сход | 28   | 3    | 7    | 5    | 16   | 3    | Сход | 12   | 7    | 8    | 6    | 42   | 105  |
| 7  | Крис Мик           | 3    | 10   | Сход | Сход | 3    | 18   | 7    | 3    | Сход | 43   | 3    | 192  | 6    | 92   |
| 8  | Элфин Эванс        | 6    | Сход | 4    | 22   | 7    | 5    | 35   | 7    | 41   | 8    | 62   | 14   | 5    | 81   |
| 9  | Мартин Прокоп      | Сход | Сход | 5    | 6    | 8    | 6    | 10   | Сход | 7    |      | 10   | 8    | 9    | 44   |
| 10 | Дани Сордо         | Сход |      |      | Сход | Сход |      |      |      | 2    |      | 4    | 5    |      | 40   |
| 11 | Хеннинг Сольберг   |      | 7    |      | 5    |      | 7    | 9    | 9    |      |      |      |      | Сход | 26   |
| 12 | Брайан Боффье      | 2    |      |      |      |      |      | 14   |      | Сход |      | 9    |      |      | 20   |
| 13 | Юхо Ханнинен       |      | 19   |      | 8    |      | Сход | 6    | 6    |      |      |      |      | 30   | 20   |
| 14 | Хейден Пэддон      |      |      |      |      |      | 12   | 8    | 8    |      | 6    |      | 9    | 10   | 19   |
| 15 | Отт Тянак          |      | 5    | 15   | Сход | 17   | 21   | 11   | 12   | 10   | Сход |      |      | 7    | 17   |
| 16 | Роберт Кубица      | Сход | 24   | Сход | Сход | 6    | 8    | 20   | 34   | Сход | 9    | Сход | 17   | 11   | 14   |
| 17 | Бенито Гуэрра      |      |      | 6    |      |      |      |      |      |      |      |      | 18   | ДСК  | 8    |
| 18 | Крис Аткинсон      |      |      | 7    |      |      |      |      |      |      | 10   |      |      |      | 7    |
| 19 | Понтус Тидеманд    |      | 8    |      | 11   |      |      |      |      | 9    |      | 28   |      |      | 6    |
| 20 | Дэннис Куйперс     |      |      |      |      |      |      |      |      | 8    |      | 11   |      |      | 4    |
| 21 | Ярослав Мелихарек  | 8    |      |      |      |      | 19   |      |      | 14   |      |      |      |      | 4    |
| 22 | Нассер Аль-Аттия   |      |      |      | 9    | 10   | Сход |      |      | 17   | 11   |      | 10   | 17   | 4    |
| 23 | Лоренцо Бертелли   | 12   | 18   | 13   | 30   | 13   | 9    |      | Сход | 50   | 14   |      | Сход | 13   | 2    |
| 24 | Маттео Гамба       | 9    |      |      |      |      |      |      |      |      |      | Сход |      |      | 2    |
| 25 | Крейг Брин         |      | 9    |      |      |      |      |      | Сход | НС   |      |      |      |      | 2    |
| 26 | Юрий Протасов      | 10   | 15   | 10   | 31   | Сход | 13   |      | 43   | 11   | 13   | 16   | 11   | 20   | 2    |
| 27 | Яри Кетомаа        |      | 12   |      | 10   | 21   |      | 12   | 11   |      | 12   |      |      | 12   | 1    |
| 28 | Карл Крууда        |      | 11   |      | 12   |      | 15   | Сход | 10   |      |      |      | 24   | 16   | 1    |
| 29 | Халид Аль-Кассими  |      | 16   |      | 13   |      | 10   |      |      |      |      |      | 15   |      | 1    |
|    | Пилот              | МОН  | ШВЕ  | МЕК  | ПОР  | АРГ  | ИТА  | ПОЛ  | ФИН  | ГЕР  | АВС  | ФРА  | ИСП  | ВЕЛ  | Очки |

| Легенда к таблице |                                                                    |
| --- | ------------------------------------------------------------------ |
| В таблице перечислены результаты всех ралли сезона. Строками таблицы являются гонщики или конструкторы, упорядоченные по их положению в чемпионате мира, столбцами — этапы чемпионата мира. В каждой клетке указан результат, дополнительно обозначенный цветом. При помощи верхнего индекса указано место на последнем этапе (Power stage), за которое с 2011 года начисляются дополнительные очки (3 — за 1-е место, 2 — за 2-е, 1 — за 3-е). Расшифровка обозначений и цветов представлена в нижеследующей таблице. |                                                                    |
| \| Пример \| Описание \| \| ------------ \| ------------------------------------------------------------------ \| \| 1 \| Победитель \| \| 2 \| Второе место \| \| 3 \| Третье место \| \| 5 \| Финишировал, заработав очки \| \| Сход \| Не финишировал, но при этом заработал очки \| \| 12 \| Финишировал, не получив очков \| \| НКЛ \| Финишировал, но не попал в финальную классификацию \| \| 15 \| Участвовал вне зачёта, либо по отдельной классификации \| \| 18 \| Не финишировал, но попал в финальную классификацию \| \| Сход \| Не финишировал \| \| НКВ \| Не прошёл квалификацию \| \| НПКВ \| Не прошёл предквалификацию \| \| ДСК \| Дисквалифицирован \| \| ИСК \| Исключён из протокола соревнований \| \| ТТ \| Заявлен для участия только в тренировках \| \| НС \| Участвовал в квалификации, но не стартовал в гонке \| \| Т \| Травмирован или болен \| \| ОТК \| Отказ от участия \| \| НТР \| Прибыл на соревнования, но на трассу не выезжал \| \| НПР \| Был заявлен в числе участников, но не прибыл к началу соревнований \| \| О \| Соревнования отменены \| \| \| Не участвовал \| \| Поул-позиция \| \| \| Быстрый круг \| \| |                                                                    |
| Пример | Описание                                                           |
| 1 | Победитель                                                         |
| 2 | Второе место                                                       |
| 3 | Третье место                                                       |
| 5 | Финишировал, заработав очки                                        |
| Сход | Не финишировал, но при этом заработал очки                         |
| 12 | Финишировал, не получив очков                                      |
| НКЛ | Финишировал, но не попал в финальную классификацию                 |
| 15 | Участвовал вне зачёта, либо по отдельной классификации             |
| 18 | Не финишировал, но попал в финальную классификацию                 |
| Сход | Не финишировал                                                     |
| НКВ | Не прошёл квалификацию                                             |
| НПКВ | Не прошёл предквалификацию                                         |
| ДСК | Дисквалифицирован                                                  |
| ИСК | Исключён из протокола соревнований                                 |
| ТТ | Заявлен для участия только в тренировках                           |
| НС | Участвовал в квалификации, но не стартовал в гонке                 |
| Т | Травмирован или болен                                              |
| ОТК | Отказ от участия                                                   |
| НТР | Прибыл на соревнования, но на трассу не выезжал                    |
| НПР | Был заявлен в числе участников, но не прибыл к началу соревнований |
| О | Соревнования отменены                                              |
| | Не участвовал                                                      |
| Поул-позиция |                                                                    |
| Быстрый круг |                                                                    |

| Пример       | Описание                                                           |
| ------------ | ------------------------------------------------------------------ |
| 1            | Победитель                                                         |
| 2            | Второе место                                                       |
| 3            | Третье место                                                       |
| 5            | Финишировал, заработав очки                                        |
| Сход         | Не финишировал, но при этом заработал очки                         |
| 12           | Финишировал, не получив очков                                      |
| НКЛ          | Финишировал, но не попал в финальную классификацию                 |
| 15           | Участвовал вне зачёта, либо по отдельной классификации             |
| 18           | Не финишировал, но попал в финальную классификацию                 |
| Сход         | Не финишировал                                                     |
| НКВ          | Не прошёл квалификацию                                             |
| НПКВ         | Не прошёл предквалификацию                                         |
| ДСК          | Дисквалифицирован                                                  |
| ИСК          | Исключён из протокола соревнований                                 |
| ТТ           | Заявлен для участия только в тренировках                           |
| НС           | Участвовал в квалификации, но не стартовал в гонке                 |
| Т            | Травмирован или болен                                              |
| ОТК          | Отказ от участия                                                   |
| НТР          | Прибыл на соревнования, но на трассу не выезжал                    |
| НПР          | Был заявлен в числе участников, но не прибыл к началу соревнований |
| О            | Соревнования отменены                                              |
|              | Не участвовал                                                      |
| Поул-позиция |                                                                    |
| Быстрый круг |                                                                    |

Примечание:
- 1 2 3 — позиция на Power Stage, по итогам которого начисляются бонусные очки (3 — за 1-е место, 2 — за 2-е, 1 — за 3-е).

### Зачёт WRC-2
| Личный зачет WRC-2 (Топ-20) | Личный зачет WRC-2 (Топ-20) | Личный зачет WRC-2 (Топ-20) | Личный зачет WRC-2 (Топ-20) | Личный зачет WRC-2 (Топ-20) | Личный зачет WRC-2 (Топ-20) | Личный зачет WRC-2 (Топ-20) | Личный зачет WRC-2 (Топ-20) | Личный зачет WRC-2 (Топ-20) | Личный зачет WRC-2 (Топ-20) | Личный зачет WRC-2 (Топ-20) |      |     |      |      |      |
|                             | Пилот                       | МОН                         | ШВЕ                         | МЕК                         | ПОР                         | АРГ                         | ИТА                         | ПОЛ                         | ФИН                         | ГЕР                         | АВС  | ФРА | ИСП  | ВЕЛ  | Очки |
| --------------------------- | --------------------------- | --------------------------- | --------------------------- | --------------------------- | --------------------------- | --------------------------- | --------------------------- | --------------------------- | --------------------------- | --------------------------- | ---- | --- | ---- | ---- | ---- |
| 1                           | Нассер Аль-Аттия            |                             |                             |                             | 1                           | 1                           | Сход                        |                             |                             | 5                           | 1    |     | 1    | 6    | 118  |
| 2                           | Яри Кетомаа                 |                             | 2                           |                             | 2                           | 11                          |                             | 2                           | 2                           |                             | 2    |     |      | 1    | 115  |
| 3                           | Лоренцо Бертелли            | 2                           | 6                           | 2                           |                             | 4                           | 1                           |                             |                             |                             | 4    |     |      | 2    | 103  |
| 4                           | Юрий Протасов               | 1                           | 5                           | 1                           | 14                          | Сход                        | 3                           |                             |                             |                             | 3    |     |      |      | 90   |
| 5                           | Карл Крууда                 |                             | 1                           |                             | 4                           |                             | 4                           | Сход                        | 1                           |                             |      |     | 7    | 5    | 90   |
| 6                           | Отт Тянак                   |                             |                             | 4                           |                             | 8                           | 8                           | 1                           | 3                           | 2                           | Сход |     |      |      | 78   |
| 7                           | Понтус Тидеманд             |                             |                             |                             | 3                           |                             |                             |                             |                             | 1                           |      | 4   |      |      | 52   |
| 8                           | Бернардо Соуза              |                             |                             |                             | 5                           |                             | 5                           | 5                           |                             | Сход                        |      | 2   | Сход | Сход | 48   |
| 9                           | Николас Фукс                |                             |                             | 6                           | 12                          | 2                           | Сход                        | 6                           |                             |                             |      |     | 5    | 9    | 46   |
| 10                          | Валерий Горбань             |                             | 7                           |                             | 8                           |                             | 15                          | 4                           | 7                           |                             |      |     | 6    | 7    | 42   |
| 11                          | Язид Аль-Раджи              |                             | 4                           |                             |                             | ОТК                         | Сход                        | 3                           | 4                           |                             | Сход |     |      |      | 39   |
| 12                          | Роберт Баррэйбл             | 3                           |                             |                             | 6                           |                             |                             |                             |                             |                             |      |     | 3    |      | 38   |
| 13                          | Макс Рендина                | 5                           | ОТК                         | 3                           | 13                          | 13                          | 12                          | 8                           |                             |                             | 6    |     |      |      | 37   |
| 14                          | Кентен Жильбер              |                             |                             | Сход                        |                             | Сход                        | 6                           |                             |                             |                             |      | 1   |      | 8    | 37   |
| 15                          | Себастьен Шардоне           |                             |                             |                             |                             |                             | 2                           | 11                          | Сход                        | Сход                        |      | 3   | Сход |      | 33   |
| 16                          | Жульен Морин                | Сход                        |                             |                             | Сход                        |                             | Сход                        |                             |                             | 4                           |      |     | 2    |      | 30   |
| 17                          | Армин Кремер                | 4                           |                             |                             |                             |                             |                             |                             |                             | 3                           |      |     |      |      | 27   |
| 18                          | Журдан Сердеридис           | 6                           | Сход                        |                             |                             |                             |                             | 9                           |                             |                             | Сход | 7   | 8    | 10   | 21   |
| 19                          | Хуан Карлос Алонсо          |                             |                             |                             | 15                          | 7                           | 9                           | 10                          | 6                           |                             |      |     | Сход |      | 17   |
| 20                          | Абдулазиз Аль-Кувари        |                             |                             | ОТК                         | 7                           | 5                           | Сход                        |                             |                             |                             |      |     |      |      | 16   |
|                             | Пилот                       | МОН                         | ШВЕ                         | МЕК                         | ПОР                         | АРГ                         | ИТА                         | ПОЛ                         | ФИН                         | ГЕР                         | АВС  | ФРА | ИСП  | ВЕЛ  |      |

### Зачёт производителей
| Место | Производитель                            | №  | МОН  | ШВЕ  | МЕК  | ПОР  | АРГ  | ИТА  | ПОЛ  | ФИН  | ГЕР  | АВС | ФРА  | ИСП | ВЕЛ  | Очки |
| ----- | ---------------------------------------- | -- | ---- | ---- | ---- | ---- | ---- | ---- | ---- | ---- | ---- | --- | ---- | --- | ---- | ---- |
| 1     | Volkswagen Motorsport                    | 1  | 1    | 5    | 1    | 1    | 2    | 1    | 1    | 2    | Сход | 1   | 11   | 1   | 1    | 447  |
| 1     | Volkswagen Motorsport                    | 2  | 4    | 1    | 2    | 8    | 1    | 3    | 5    | 1    | Сход | 2   | 1    | 2   | 7    | 447  |
| 2     | Citroën Total Abu Dhabi World Rally Team | 3  | 2    | 6    | Сход | Сход | 3    | 10   | 7    | 3    | Сход | 3   | 3    | 12  | 6    | 210  |
| 2     | Citroën Total Abu Dhabi World Rally Team | 4  | 3    | 3    | 8    | 3    | Сход | 2    | Сход | Сход | 6    | 10  | 7    | 4   | 3    | 210  |
| 3     | M-Sport World Rally Team                 | 5  | Сход | 4    | 7    | 2    | 9    | Сход | 4    | 5    | 5    | 4   | 5    | 3   | 2    | 208  |
| 3     | M-Sport World Rally Team                 | 6  | 5    | Сход | 4    | 9    | 7    | 5    | 11   | 7    | 4    | 7   | 6    | 10  | 5    | 208  |
| 4     | Hyundai Shell World Rally Team           | 7  | Сход | 9    | 3    | 6    | 5    | 9    | 3    | Сход | 1    | 6   | 8    | 6   | 4    | 187  |
| 4     | Hyundai Shell World Rally Team           | 8  | Сход | 7    | 6    | 7    | Сход | Сход | 6    | 6    | 2    | 9   | 4    | 5   | 11   | 187  |
| 5     | Volkswagen Motorsport II                 | 9  | 6    | 2    | 9    | 4    | 4    | 4    | 2    | 4    | 3    |     | 2    | 7   | Сход | 133  |
| 6     | Jipocar Czech National Team              | 21 | Сход | Сход | 5    | 5    | 8    | 6    | 9    | Сход | 7    |     | 10   | 8   | 8    | 49   |
| 7     | Hyundai Motorsport N                     | 20 |      |      |      | Сход |      | 8    | 8    | 8    | Сход | 5   | 9    | 9   | 9    | 28   |
| 8     | RK M-Sport World Rally Team              | 14 | Сход | 8    | Сход | Сход | 6    | 7    | 10   | 9    | Сход | 8   | Сход | 11  | 10   | 26   |
| Место | Производитель                            | №  | МОН  | ШВЕ  | МЕК  | ПОР  | АРГ  | ИТА  | ПОЛ  | ФИН  | ГЕР  | АВС | ФРА  | ИСП | ВЕЛ  | Очки |

| Легенда к таблице |                                                                    |
| --- | ------------------------------------------------------------------ |
| В таблице перечислены результаты всех ралли сезона. Строками таблицы являются гонщики или конструкторы, упорядоченные по их положению в чемпионате мира, столбцами — этапы чемпионата мира. В каждой клетке указан результат, дополнительно обозначенный цветом. При помощи верхнего индекса указано место на последнем этапе (Power stage), за которое с 2011 года начисляются дополнительные очки (3 — за 1-е место, 2 — за 2-е, 1 — за 3-е). Расшифровка обозначений и цветов представлена в нижеследующей таблице. |                                                                    |
| \| Пример \| Описание \| \| ------------ \| ------------------------------------------------------------------ \| \| 1 \| Победитель \| \| 2 \| Второе место \| \| 3 \| Третье место \| \| 5 \| Финишировал, заработав очки \| \| Сход \| Не финишировал, но при этом заработал очки \| \| 12 \| Финишировал, не получив очков \| \| НКЛ \| Финишировал, но не попал в финальную классификацию \| \| 15 \| Участвовал вне зачёта, либо по отдельной классификации \| \| 18 \| Не финишировал, но попал в финальную классификацию \| \| Сход \| Не финишировал \| \| НКВ \| Не прошёл квалификацию \| \| НПКВ \| Не прошёл предквалификацию \| \| ДСК \| Дисквалифицирован \| \| ИСК \| Исключён из протокола соревнований \| \| ТТ \| Заявлен для участия только в тренировках \| \| НС \| Участвовал в квалификации, но не стартовал в гонке \| \| Т \| Травмирован или болен \| \| ОТК \| Отказ от участия \| \| НТР \| Прибыл на соревнования, но на трассу не выезжал \| \| НПР \| Был заявлен в числе участников, но не прибыл к началу соревнований \| \| О \| Соревнования отменены \| \| \| Не участвовал \| \| Поул-позиция \| \| \| Быстрый круг \| \| |                                                                    |
| Пример | Описание                                                           |
| 1 | Победитель                                                         |
| 2 | Второе место                                                       |
| 3 | Третье место                                                       |
| 5 | Финишировал, заработав очки                                        |
| Сход | Не финишировал, но при этом заработал очки                         |
| 12 | Финишировал, не получив очков                                      |
| НКЛ | Финишировал, но не попал в финальную классификацию                 |
| 15 | Участвовал вне зачёта, либо по отдельной классификации             |
| 18 | Не финишировал, но попал в финальную классификацию                 |
| Сход | Не финишировал                                                     |
| НКВ | Не прошёл квалификацию                                             |
| НПКВ | Не прошёл предквалификацию                                         |
| ДСК | Дисквалифицирован                                                  |
| ИСК | Исключён из протокола соревнований                                 |
| ТТ | Заявлен для участия только в тренировках                           |
| НС | Участвовал в квалификации, но не стартовал в гонке                 |
| Т | Травмирован или болен                                              |
| ОТК | Отказ от участия                                                   |
| НТР | Прибыл на соревнования, но на трассу не выезжал                    |
| НПР | Был заявлен в числе участников, но не прибыл к началу соревнований |
| О | Соревнования отменены                                              |
| | Не участвовал                                                      |
| Поул-позиция |                                                                    |
| Быстрый круг |                                                                    |

| Пример       | Описание                                                           |
| ------------ | ------------------------------------------------------------------ |
| 1            | Победитель                                                         |
| 2            | Второе место                                                       |
| 3            | Третье место                                                       |
| 5            | Финишировал, заработав очки                                        |
| Сход         | Не финишировал, но при этом заработал очки                         |
| 12           | Финишировал, не получив очков                                      |
| НКЛ          | Финишировал, но не попал в финальную классификацию                 |
| 15           | Участвовал вне зачёта, либо по отдельной классификации             |
| 18           | Не финишировал, но попал в финальную классификацию                 |
| Сход         | Не финишировал                                                     |
| НКВ          | Не прошёл квалификацию                                             |
| НПКВ         | Не прошёл предквалификацию                                         |
| ДСК          | Дисквалифицирован                                                  |
| ИСК          | Исключён из протокола соревнований                                 |
| ТТ           | Заявлен для участия только в тренировках                           |
| НС           | Участвовал в квалификации, но не стартовал в гонке                 |
| Т            | Травмирован или болен                                              |
| ОТК          | Отказ от участия                                                   |
| НТР          | Прибыл на соревнования, но на трассу не выезжал                    |
| НПР          | Был заявлен в числе участников, но не прибыл к началу соревнований |
| О            | Соревнования отменены                                              |
|              | Не участвовал                                                      |
| Поул-позиция |                                                                    |
| Быстрый круг |                                                                    |

## Достижения и статистика
Победы и подиумы в сезоне
| Пилот             | ПС | ОП |
| ----------------- | -- | -- |
| Себастьен Ожье    | 8  | 24 |
| Яри-Матти Латвала | 4  | 12 |
| Тьерри Невилль    | 1  | 1  |

| Пилот              | ПС | ОП |
| ------------------ | -- | -- |
| Себастьен Ожье     | 10 | 35 |
| Яри-Матти Латвала  | 8  | 47 |
| Андреас Миккельсен | 5  | 5  |
| Мадс Остберг       | 4  | 11 |
| Крис Мик           | 4  | 4  |
| Микко Хирвонен     | 3  | 69 |
| Тьерри Невилль     | 3  | 10 |
| Дани Сордо         | 1  | 37 |
| Брайан Боффье      | 1  | 1  |

Спецучастки
| Пилот              | СУ | ЛУ | ЭТ |
| ------------------ | -- | -- | -- |
| Себастьен Ожье     | 94 | 14 | 13 |
| Яри-Матти Латвала  | 85 | 14 | 13 |
| Андреас Миккельсен | 20 | 5  | 7  |
| Мадс Остберг       | 15 | 5  | 7  |
| Крис Мик           | 8  | 3  | 6  |
| Микко Хирвонен     | 7  | 3  | 5  |
| Тьерри Невилль     | 6  | 1  | 6  |
| Роберт Кубица      | 5  | 2  | 3  |
| Дани Сордо         | 3  | 2  | 2  |
| Брайан Боффье      | 2  | 2  | 1  |
| Юхо Ханнинен       | 2  | 1  | 2  |
| Хеннинг Сольберг   | 2  | 1  | 2  |
| Элфин Эванс        | 1  | 1  | 1  |
| Отт Тянак          | 1  | 1  | 1  |
| Хейден Пэддон      | 1  | 1  | 1  |

| Пилот              | СУ  | ЭТ |
| ------------------ | --- | -- |
| Себастьен Ожье     | 123 | 11 |
| Яри-Матти Латвала  | 87  | 7  |
| Андреас Миккельсен | 11  | 4  |
| Тьерри Невилль     | 6   | 3  |
| Брайан Боффье      | 6   | 1  |
| Крис Мик           | 5   | 2  |
| Мадс Остберг       | 4   | 1  |
| Микко Хирвонен     | 3   | 2  |
| Роберт Кубица      | 2   | 1  |
| Дани Сордо         | 1   | 1  |
| Юхо Ханнинен       | 1   | 1  |

Выигранные Power Stage
| Пилот              | ПО | ОЧ |
| ------------------ | -- | -- |
| Себастьен Ожье     | 6  | 23 |
| Яри-Матти Латвала  | 4  | 25 |
| Андреас Миккельсен | 1  | 6  |
| Мадс Остберг       | 1  | 5  |
| Элфин Эванс        | 1  | 5  |
| Микко Хирвонен     | 0  | 5  |
| Крис Мик           | 0  | 5  |
| Тьерри Невилль     | 0  | 4  |

## Достижения и статистика (команды)
Победы и подиумы в сезоне
| Команда                                          | ПС |
| ------------------------------------------------ | -- |
| Volkswagen Motorsport и Volkswagen Motorsport II | 12 |
| Hyundai WRT и Hyundai Motorsport N               | 1  |

| Команда                                          | ПС |
| ------------------------------------------------ | -- |
| Volkswagen Motorsport и Volkswagen Motorsport II | 22 |
| Citroën World Rally Team                         | 10 |
| Hyundai WRT и Hyundai Motorsport N               | 4  |
| M-Sport WRT                                      | 3  |

Спецучастки
| Пилот                                            | СУ  | ЛУ | ЭТ |
| ------------------------------------------------ | --- | -- | -- |
| Volkswagen Motorsport и Volkswagen Motorsport II | 197 | 14 | 13 |
| Citroën World Rally Team                         | 23  | 5  | 11 |
| M-Sport WRT                                      | 16  | 3  | 8  |
| Hyundai WRT и Hyundai Motorsport N               | 12  | 2  | 7  |
| Henning Solberg (Ford Fiesta)                    | 2   | 1  | 2  |

| Команда                                          | СУ  | ЭТ |
| ------------------------------------------------ | --- | -- |
| Volkswagen Motorsport и Volkswagen Motorsport II | 219 | 13 |
| M-Sport WRT                                      | 11  | 3  |
| Citroën World Rally Team                         | 9   | 3  |
| Hyundai WRT и Hyundai Motorsport N               | 8   | 4  |

Выигранные Power Stage
| Команда                                          | ПО | ОЧ |
| ------------------------------------------------ | -- | -- |
| Volkswagen Motorsport и Volkswagen Motorsport II | 11 | 54 |
| Citroën World Rally Team                         | 1  | 10 |
| M-Sport WRT                                      | 1  | 10 |
| Hyundai WRT и Hyundai Motorsport N               | 0  | 4  |